# Šateikiai

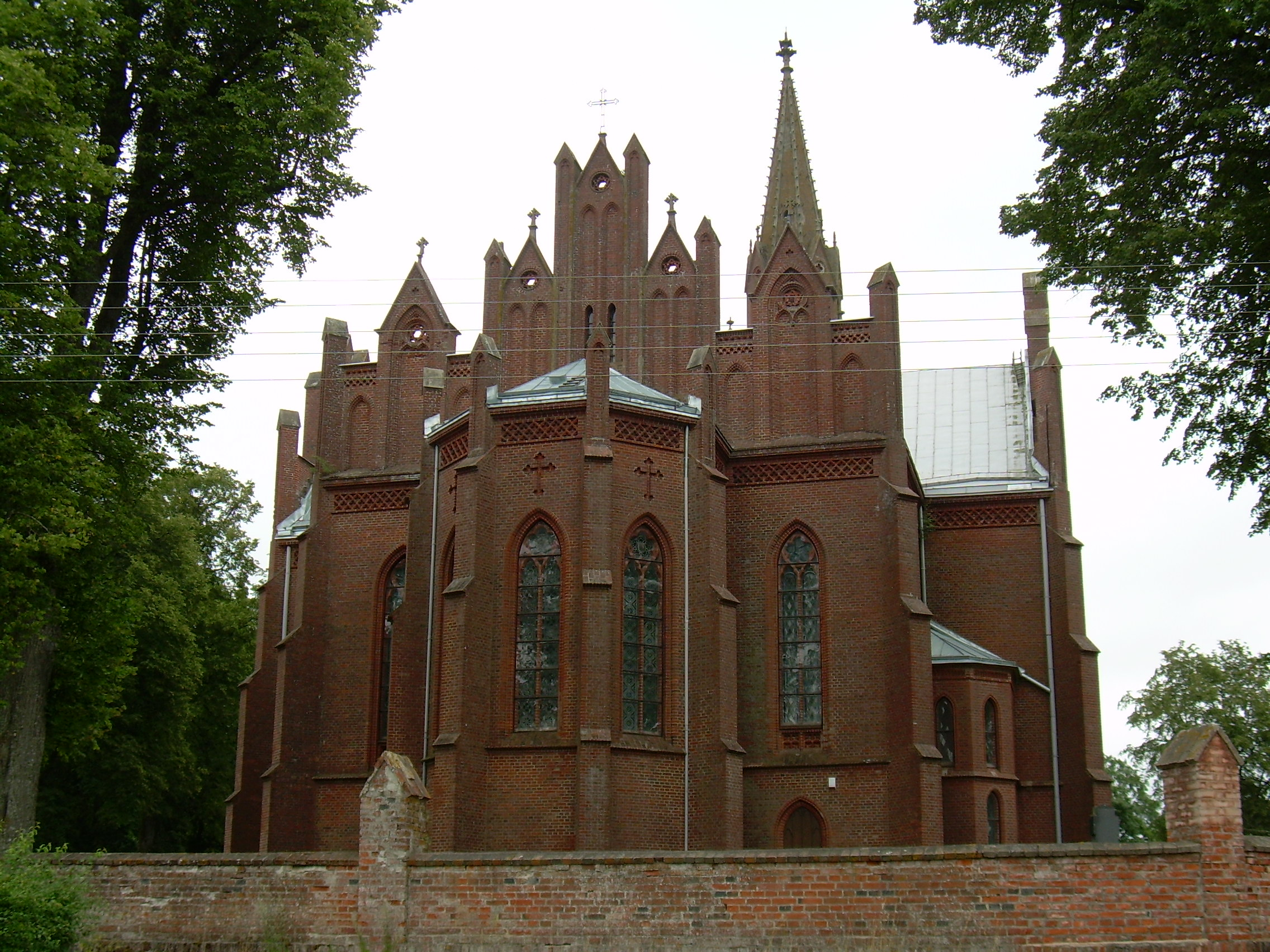
kostel Svatého evangelisty Marka (zezadu)

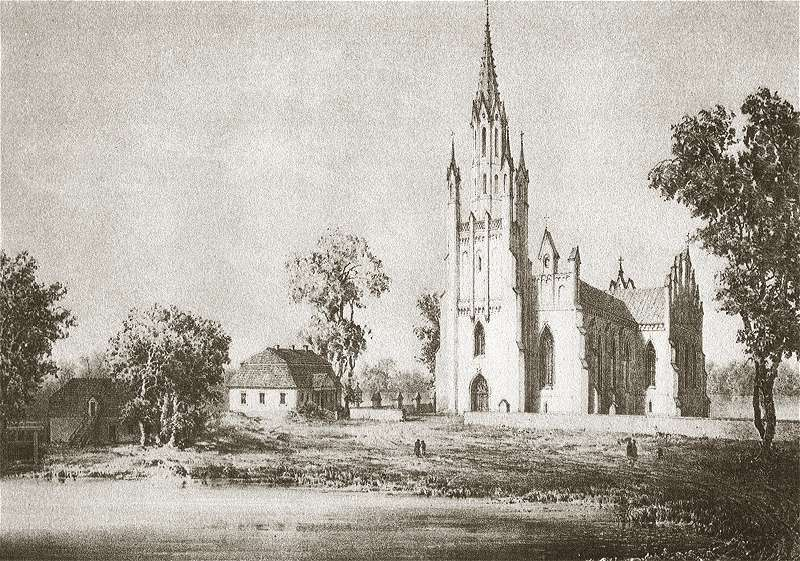
kostel Svatého evangelisty Marka na ilustraci Napoleona Mateusze Tadeusze Ordy (19. stol.)

Šateikiai (žemaitsky Šatėikē) je městys ve Žmudi v Telšiaiském kraji, okres Plungė, 14 km na severozápad od okresního města Plungė, při silnici č. 169 směrem na Salantai. Tuto silnici s dálnicí A11 spojuje silnice Šateikiai - Aleksandravas, vedoucí z města směrem na jih přes řeku Mišupė, železniční trať (Klaipėda) - Kūlupėnai Šateikiai (železniční stanice 4 km jižně od města) - Plungė - (Vilnius). Městečkem protéká říčka Blendžiava. Městečko je hlavním městem nejnižší administrativně-územní jednotky seniūnija (NUTS 5). Je zde neogotický kostel Svatého evangelisty Marka (postavený péčí hrabat rodu Plateriů) (architekt Tomas Tišeckis) v letech 1862 - 1875 na místě dřívějšího dřevěného kostela z roku 1776 (ještě před tím na tom místě byla dřevěná kaplička postavená roku 1700). 1. ledna 1909 se v tomto kostele konala svatba litevského skladatele a malíře M.K.Čiurlionise se spisovatelkou a překladatelkou Sofijí Kymantaitė. Roku 1915 si Němci odvezli tři kostelní zvony. Roku 1945 rudoarmějci rozbili vitráž v kostele. Po válce farář Anicetas Kerpauskas postavil u kostela faru. Pravděpodobně po roce 1875 zde byly instalovány kvalitní varhany neznámých autorů Dále je v Šateikai Šateikaiská základní škola, knihovna, pošta (PSČ: LT-90030), městský park, dvůr, jehož vlastníci se poměrně často měnili.

## Minulost města

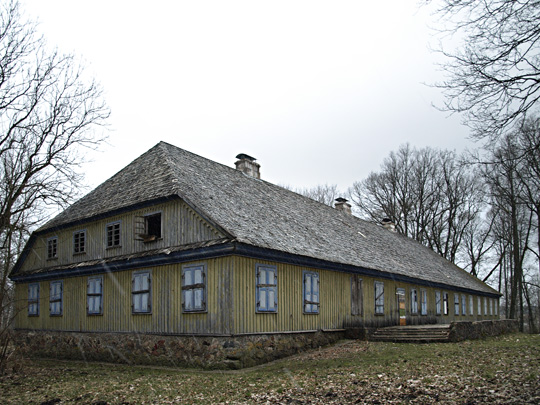
Dvůr

První písemné zmínky jsou z roku 1594. O dvoře jsou zmínky ještě starší: roku 1558 privilegia dvora Žygimantas Augustas Šateikius daroval Jokūbovi Laškovskému (Jokūbas Laškovskis). Později dvůr nějaký čas náležel Erazmovi Skolvydovi (Erazmus Skolvydas). Ten opět dvůr prodal Barboře Konarskiové-Šverinové (Barbora Konarskytė-Šverinienė). V roce 1661 Šverinové zastavili Šateikaiský dvůr Broel-Pliateriům a potom dvůr přešel do vlastnictví Sapiegům. Od Sapiegů v roce 1717 Pliateriové dvůr vykoupili zpět. Počátkem 19. století byl původní dvůr přestavěn. Tehdy byl dvůr proslavený svým nádhernům sadem, pětihektarovým parkem, ve kterém pěstovali mnoho druhů vzácných rostlin. Byla zde proslavená oranžérie, v parku byly okrasné rybníky, sochy... V budovách dvora byla obrazová galerie, koncertní sál. Často sem na návštěvu zavítala knížata z Plungė, Rietavu... Plateriové ve dvoře hospodařili až do roku 1940. Do dnešních dnů se dochovalo jen několik málo budov dvora a park. Budovy dvora jsou v současnosti dosti zchátralé.

## Původ názvu města
Město dostalo název podle jednoho z prvních majitelů dvora Žygimantase A. Šateikiuse a jeho rodu.

## Významné osobnosti města
- Sofija Kymantaitė-Čiurlionienė (1886 - 1958), litevská spisovatelka.
- Mikalojus Konstantinas Čiurlionis (1875 - 1911), litevský umělec, hudební skladatel a malíř.